# Felipe Santa Cruz Serradourada
Felipe Santa Cruz Serradourada, (Palmeiras de Goiás, GO, 16 de dezembro de 1905 - 19 de março de 2001), foi um politico e Farmacêutico pratico Goiano.

## Política e Parlamentar
Foi Prefeito Municipal de Rio Verde, de 1933 a 1940 (2 Mandatos consecutivos), foi Deputado Estadual pelo PSD na  2.ª Legislatura de  1951 a 1955.Secretário da Fazenda no Governo de José Ludovico de Almeida de  1955 a 1959, e também Secretário da Fazenda no Governo de José Feliciano Ferreira de  1959 a 1961. Foi também Diretor do Departamento de Energia Elétrica do Estado de Goiás, empresa que se transformaria nas Centrais Elétricas de Goiás – CELG em 1955.

## Informações adicionais
Na década de 20, juntamente com Pedro Ludovico, combateu o domínio dos Caiados, em Goiás foi para Rio Verde para trabalhar na farmácia adquirida em sociedade com Pedro Ludovico Teixeira. Pai de Osório Leão Santa Cruz ex-deputado estadual e ex-prefeito de Rio Verde.